# Leżajsk (gmina)
Leżajsk est une gmina rurale du powiat de Leżajsk, Basses-Carpates, dans le sud-est de la Pologne. Son siège est la ville de Leżajsk, bien qu'elle ne fasse pas partie du territoire de la gmina.
La gmina couvre une superficie de 198,5 km2 pour une population de 19 832 habitants.

## Géographie

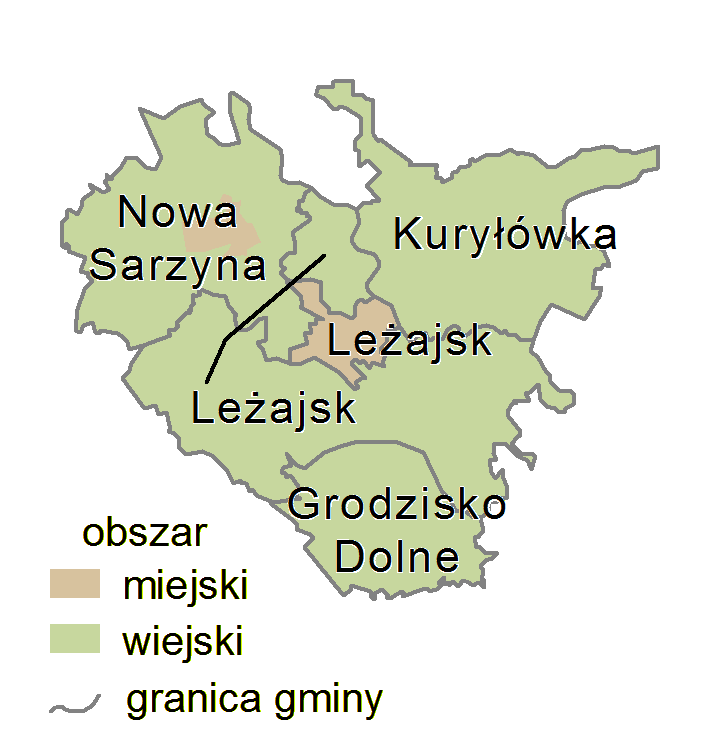
Carte du powiat (partie urbaine en marron et rurale en vert)

La gmina inclut les villages de Biedaczów, Brzóza Królewska, Chałupki Dębniańskie, Dębno, Giedlarowa, Gwizdów, Hucisko, Maleniska, Piskorowice, Przychojec, Rzuchów, Stare Miasto et Wierzawice.
La gmina borde la ville de Leżajsk et les gminy de Adamówka, Grodzisko Dolne, Krzeszów, Kuryłówka, Nowa Sarzyna, Rakszawa, Sieniawa, Sokołów Małopolski, Tryńcza et Żołynia.